# Заработанная страховая премия
Заработанная страховая премия — часть страховой премии, которая признается доходом страховщика и в случае аннулирования или расторжения договора страхования не подлежит возврату страхователю. Заработанная премия соответствует той страховой защите, которая уже была обеспечена страховщиком за отрезок времени, который истек после вступления договора страхования в силу. Эта часть премии была исчерпана в течение срока действия полиса и обычно исчисляется как пропорция по времени. Так, если годовой полис действовал в течение четырех месяцев, то одна треть от полной суммы страховой премии считается заработанной. В течение каждого дня действия типичного годового страхового полиса страховщик зарабатывает 1/365 часть ежегодной суммы страховой премии.
В финансовом учете страховых компаний под суммой заработанной страховой премии подразумевается общая сумма всех страховых премий по принятому страхованию в течение отчетного периода плюс незаработанные премии на начало данного периода и минус незаработанные премии на конец этого периода — или резерв незаработанной премии на начало периода плюс сумма принятых премий в течение данного периода минус резерв незаработанной премии на конец периода.